# C. J. Elleby
Charles James Elleby, né le 16 juin 2000 à Federal Way, dans l'État de Washington, est un joueur américain de basket-ball évoluant aux postes d'arrière et ailier.

## Biographie

### Carrière professionnelle

#### Trail Blazers de Portland (2020-2022)
Lors de la draft 2020, il est sélectionné en 46e position par les Trail Blazers de Portland.
Le 23 novembre 2020, il signe un contrat de deux saisons en faveur des Trail Blazers de Portland.
Il s'engage en août 2022 avec les Timberwolves du Minnesota pour participer à leur camp d'entraînement.

## Palmarès

### Universitaire
- Pac-12 All-Freshman Team (2019)
- First-team All-Pac-12 (2020)

## Statistiques

### Universitaires
| Saison    | Équipe           | Matchs | Titul. | Min./m | % Tir | % 3pts | % LF | Rbds/m. | Pass/m. | Int/m. | Ctr/m. | Pts/m. |
| --------- | ---------------- | ------ | ------ | ------ | ----- | ------ | ---- | ------- | ------- | ------ | ------ | ------ |
| 2018-2019 | Washington State | 32     | 28     | 31,0   | 43,6  | 41,4   | 66,1 | 7,10    | 3,00    | 1,00   | 0,60   | 14,70  |
| 2019-2020 | Washington State | 32     | 32     | 33,4   | 39,6  | 33,9   | 82,3 | 7,80    | 1,90    | 1,80   | 0,80   | 18,40  |
| Carrière  | Carrière         | 64     | 60     | 32,2   | 41,3  | 36,7   | 74,9 | 7,50    | 2,40    | 1,40   | 0,70   | 16,60  |

### Professionnelles

#### Saison régulière
| Saison    | Équipe   | Matchs | Titul. | Min./m | % Tir | % 3pts | % LF | Rbds/m. | Pass/m. | Int/m. | Ctr/m. | Pts/m. |
| --------- | -------- | ------ | ------ | ------ | ----- | ------ | ---- | ------- | ------- | ------ | ------ | ------ |
| 2020-2021 | Portland | 30     | 0      | 6,8    | 27,9  | 20,6   | 73,3 | 1,10    | 0,30    | 0,20   | 0,10   | 2,30   |
| 2021-2022 | Portland | 58     | 28     | 20,2   | 39,3  | 29,4   | 71,4 | 3,90    | 1,50    | 0,60   | 0,30   | 5,80   |
| Carrière  | Carrière | 88     | 28     | 15,5   | 39,0  | 27,5   | 71,7 | 2,90    | 1,10    | 0,50   | 0,30   | 4,60   |

#### Playoffs
| Saison   | Équipe   | Matchs | Titul. | Min./m | % Tir | % 3pts | % LF | Rbds/m. | Pass/m. | Int/m. | Ctr/m. | Pts/m. |
| -------- | -------- | ------ | ------ | ------ | ----- | ------ | ---- | ------- | ------- | ------ | ------ | ------ |
| 2021     | Portland | 2      | 0      | 4,0    | 0,0   | –      | –    | 1,50    | 0,50    | 0,00   | 0,00   | 0,00   |
| Carrière | Carrière | 2      | 0      | 4,0    | 0,0   | –      | –    | 1,50    | 0,50    | 0,00   | 0,00   | 0,00   |